# Landesverfassungsgericht Mecklenburg-Vorpommern

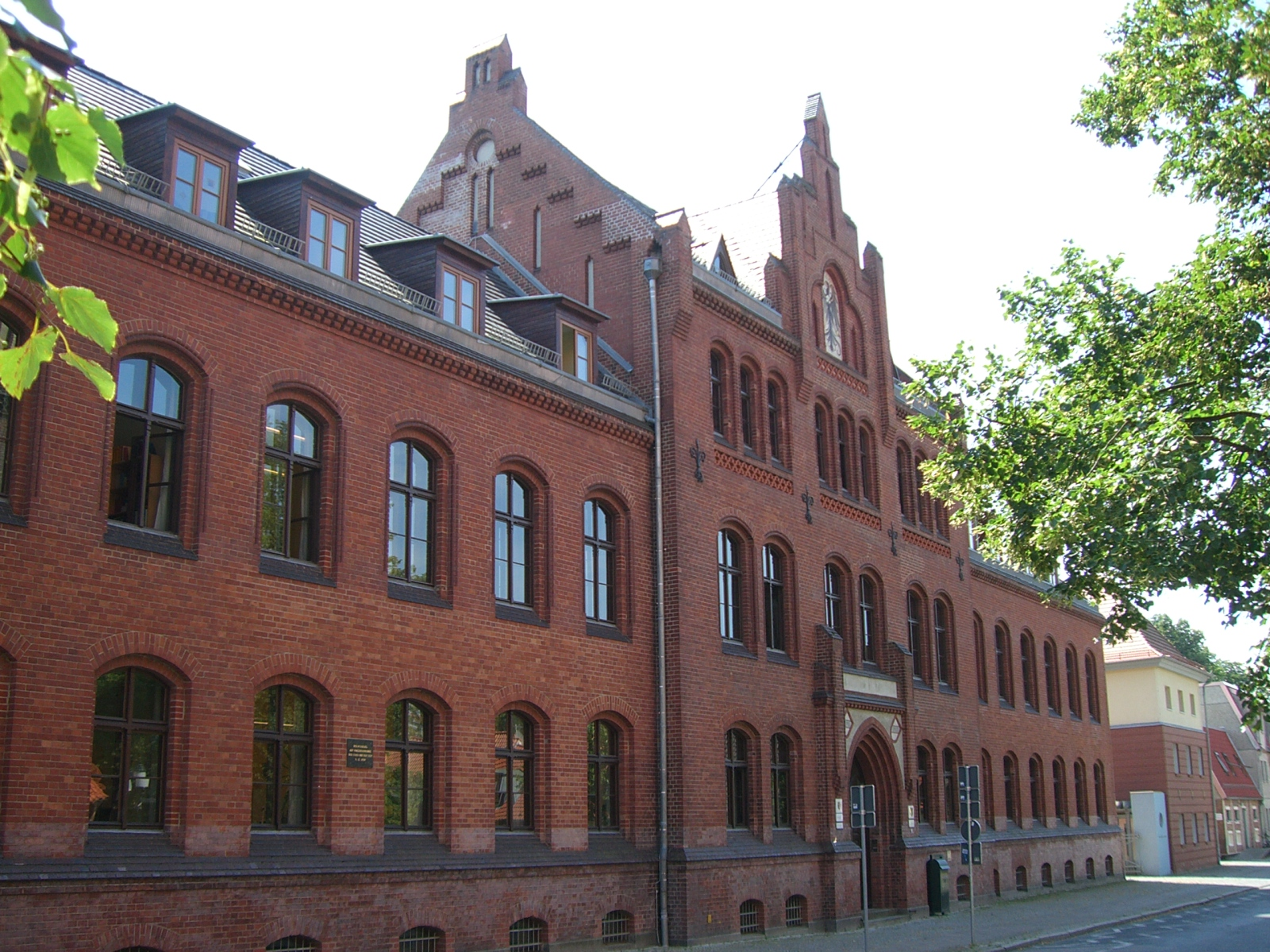
Gebäude des VG Greifswald, des OVG M-V und des LVerfG M-V

Das Landesverfassungsgericht Mecklenburg-Vorpommern ist das Landesverfassungsgericht des Landes Mecklenburg-Vorpommern und ist zuständig unter anderem für Verfassungsbeschwerden, Organstreitigkeiten und die Prüfung der Vereinbarkeit von landesrechtlichen Vorschriften mit der Verfassung des Landes Mecklenburg-Vorpommern. Präsidentin ist seit Mai 2020 Monika Köster-Flachsmeyer.  

## Gerichtssitz und Gebäude
Das Landesverfassungsgericht hat seinen Sitz in der Hansestadt Greifswald.
Das Gericht teilt sich sein denkmalgeschütztes Gebäude in der Domstraße 7 mit dem Oberverwaltungsgericht Mecklenburg-Vorpommern und dem Verwaltungsgericht Greifswald.

## Mitglieder
Das Landesverfassungsgericht besteht neben dem Präsidenten und Vizepräsidenten aus fünf weiteren Mitgliedern und deren Stellvertretern. Der Präsident und drei weitere Richter müssen die Befähigung zum Richteramt haben. Jedes Mitglied hat einen Stellvertreter. Der Landtag Mecklenburg-Vorpommern wählt die Mitglieder des Landesverfassungsgerichts sowie ihre Stellvertreter mit 2/3-Mehrheit auf zwölf Jahre.
Zwar wurde das Gericht mit dem Inkrafttreten der Landesverfassung institutionell schon am 15. November 1994 errichtet. Die ersten Mitglieder wurden jedoch am 23. November 1995 vereidigt.

## Leitung
- 1995–2007 Gerhard Huckstädt
- 2008–2017 Hannelore Kohl
- 2017–2020 Burkhard Thiele
- Seit 15. Mai 2020 Monika Köster-Flachsmeyer